# Comuna Sichevița, Caraș-Severin
Sichevița este o comună în județul Caraș-Severin, Banat, România, formată din satele Brestelnic, Camenița, Cârșie, Cracu Almăj, Crușovița, Curmătura, Frăsiniș, Gornea, Liborajdea, Lucacevăț, Martinovăț, Ogașu Podului, Sichevița (reședința), Streneac, Valea Orevița, Valea Ravensca, Valea Sicheviței, Zănou și Zăsloane.

## Demografie
Componența etnică a comunei Sichevița
     Români (93,71%)
     Alte etnii (0,26%)
     Necunoscută (6,03%)
Componența confesională a comunei Sichevița
     Ortodocși (91,27%)
     Baptiști (1,64%)
     Alte religii (0,79%)
     Necunoscută (6,29%)
Conform recensământului efectuat în 2021, populația comunei Sichevița se ridică la 1.891 de locuitori, în scădere față de recensământul anterior din 2011, când fuseseră înregistrați 2.230 de locuitori. Majoritatea locuitorilor sunt români (93,71%), iar pentru 6,03% nu se cunoaște apartenența etnică. Din punct de vedere confesional, majoritatea locuitorilor sunt ortodocși (91,27%), cu o minoritate de baptiști (1,64%), iar pentru 6,29% nu se cunoaște apartenența confesională.

## Politică și administrație
Comuna Sichevița este administrată de un primar și un consiliu local compus din 11 consilieri. Primarul, Ilie Jurca[*], de la Partidul Național Liberal, este în funcție din octombrie 2020. Începând cu alegerile locale din 2024, consiliul local are următoarea componență pe partide politice:
|  | Partid                          | Consilieri | Componența Consiliului | Componența Consiliului | Componența Consiliului |
|  | ------------------------------- | ---------- | ---------------------- | ---------------------- | ---------------------- |
|  | Partidul Social Democrat        | 3          |                        |                        |                        |
|  | Partidul Național Liberal       | 3          |                        |                        |                        |
|  | Alianța pentru Unirea Românilor | 2          |                        |                        |                        |
|  | Uniunea Salvați România         | 1          |                        |                        |                        |
|  | Partidul Mișcarea Populară      | 1          |                        |                        |                        |
|  | Partidul S.O.S. România         | 1          |                        |                        |                        |

## Personalități
- Antonie Iorgovan (1948 - 2007), senator, profesor universitar

## Legături externe

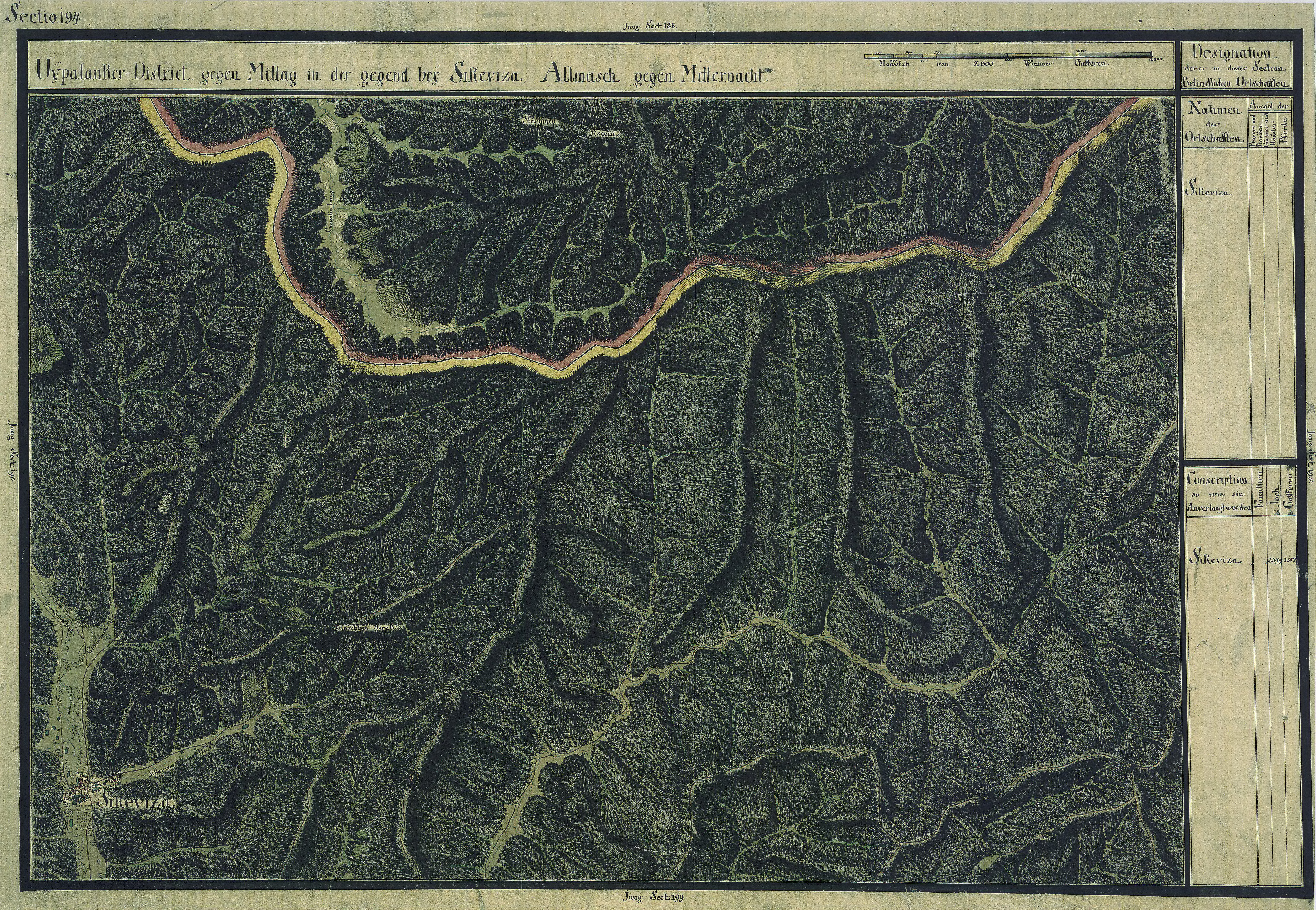
Sicheviţa în Harta Iosefină a Banatului, 1769-72